# Bataille d'Ấp Bắc
Guerre du Viêt Nam
Batailles
La bataille d'Ấp Bắc est une bataille de la guerre du Viêt Nam (1959-1975), qui vit la première victoire majeure du Viet Cong contre les troupes régulières du Viêt Nam du Sud, soutenues par les États-Unis.
Cette bataille se déroula le 2 janvier 1963, près du hameau d'Ấp Bắc à 65 km, au sud-est de Saïgon, dans le District de Châu Thành (Tiền Giang) situé dans le delta du Mékong dans la province de Mon Tho (depuis absorbé en 1976 par la province de Tiền Giang). Les forces de la 7e division d'infanterie de l'Armée de terre de la république du Viêt Nam (ARVN), équipées de véhicules blindés de transport de troupes et d'artillerie, ainsi que d'un support d'hélicoptères américains, engagèrent les hostilités face à des éléments, retranchés dans la zone, du 261e et 514e bataillon du FLN.

## Contexte

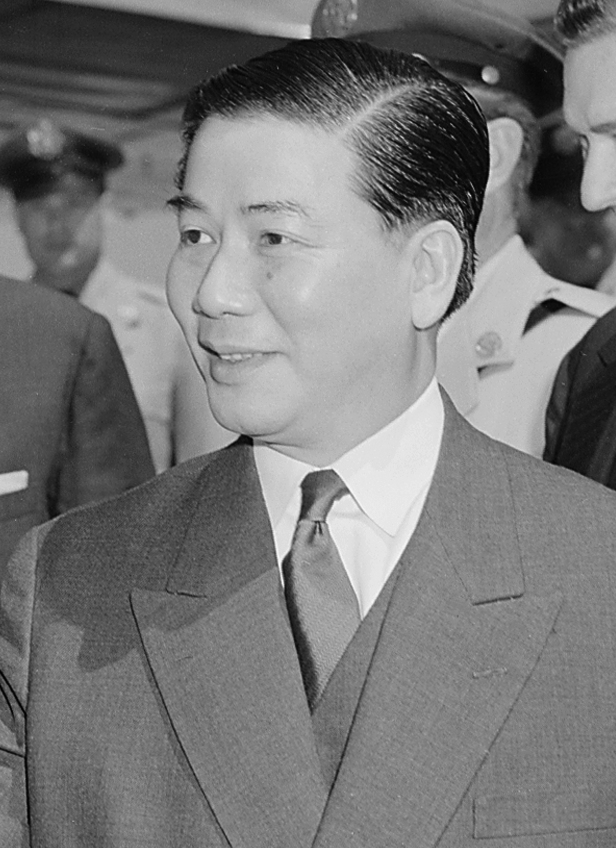
Le président de la République du Viêt Nam, Ngô Đình Diệm.

Les opérations militaires de petite envergure, dans ce qui allait devenir la guerre du Viêt Nam, débutèrent vers la fin des années 1950, lorsque le président du Viêt Nam du Sud Ngô Đình Diệm instaura une campagne anti-communiste dans le but de déloger les forces du Viêt Minh « laissées en arrière » par le Viêt Nam du Nord après la fin de la guerre d’Indochine. En même temps, le Nord demeurait dans l’attente d’une élection, promise par les accords de Genève (1954), censée unifier les deux pays, chose que le Sud refusait. En outre, il s’est inquiété de l’incitation du gouvernement du Sud envers les États-Unis, pour que ceux-ci supportent directement leurs forces armées, et recommanda donc une politique d’évitement du conflit à n’importe quel prix. 
Cependant, la campagne de Diệm était assez couronnée de succès pour laisser à leurs forces la responsabilité de ne rien faire, et de petites escarmouches éclatèrent bientôt à travers tous le pays. Mais le Viêt Nam du Nord restait inquiet au sujet de l’implication des États-Unis et refusa toute forme de soutien militaire à ses combattants au Sud, forçant par-là même les Viêt Minhs restant, à se retirer dans des zones inaccessibles dans les collines ainsi que dans les estuaires des rivières. Ces faits eurent pour conséquence d'enliser le conflit, car les forces du Sud mirent trop de temps à atteindre ces régions où les combattants de la guérilla avaient eu peu de difficultés à se retirer.

## Prélude
Fin 1962, des avions espions de la 3e unité de repérage radio des services de renseignements localisèrent un émetteur radio du FLN. Il était situé dans le village de Tân Thới. Ấp Bắc se trouve à 1 km au sud. Les deux villages sont reliés par un canal. À l'ouest, toute la zone est bordée d'une mince bande de jungle, donnant elle-même sur une vaste étendue de rizières.
Ấp Bắc et Tân Thới comptaient environ 600 habitants chacun.

## Déroulement

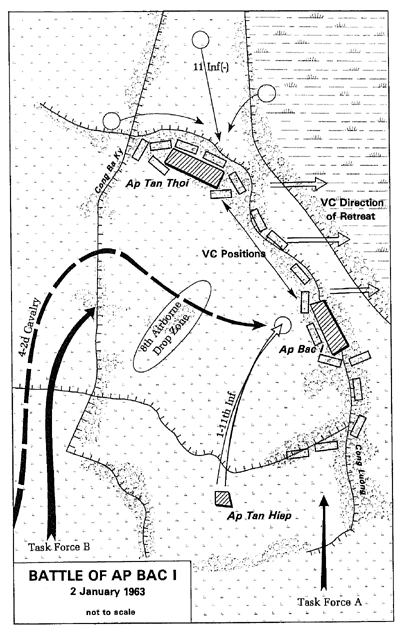
Plan de la bataille d'Ấp Bắc.

Le 11e régiment (7e division de l'Armée de terre de la république du Viêt Nam), commandé par le colonel Bui Dinh Dam, fut chargé d'éliminer cet émetteur radio. L'attaque eut lieu le 2 janvier 1963. Les forces du FLN étaient estimées à 120 hommes. Le plan d'attaque était simple : la bataille devait être gagnée par un encerclement massif, avec une seule porte de sortie pour l'ennemi, l'Est, en terrain très découvert, en faisant donc une cible idéale pour l'aviation. Les forces sud-vietnamiennes disposèrent d'un soutien aérien permanent, ainsi que d'une force d'artillerie d'appui, composée de batteries de mortiers et d'obusiers de 105 mm.
Il y eut donc trois axes d'attaque :
- au nord, trois compagnies (300 hommes), devaient être déposées par dix hélicoptères H21 Shawnee de la 93rd Transportation Company de l'US Army (pouvant embarquer 10 fantassins), à 1 km de Than Thoï.
- au sud, deux bataillons (1 500 hommes) de la garde civile sud-vietnamienne devaient marcher vers Ấp Bắc. Leur chef était le commandant Lam Quang Tho, chef de la province de Dinh Tuong. Son quartier-général de campagne se situait à 3 km au sud d'Ấp Bắc.
- à l'ouest, une compagnie d'infanterie mécanisée, embarquée dans 13 véhicules blindés de transport de troupes M113, devait refermer la tenaille, empêchant les combattants du FLN de s'enfuir par la jungle et les rizières. Sa mobilité devait également lui permettre d'apporter un soutien éventuel aux unités sud-vietnamiennes.

Par ailleurs, 2 compagnies héliportées restèrent en réserve à Than Hiep, le quartier-général situé à quelques kilomètres à l'est de Tân Thới. Dès le départ, les choses ne se passèrent pas comme prévu. Il n'y avait pas assez d'hélicoptères pour acheminer en une seule fois les 3 compagnies, obligeant la garde civile à attaquer seule au sud. Un soutien aérien fut rapidement demandé par le commandant Tho. 
La vague d'assaut était composé de dix H-21 de la 93rd Transportation Company et de 5 UH-1H d'escorte. Trois H-21 et l'un des cinq UH-1 d'escorte furent abattus en cinq minutes lors de leur 4e débarquement de troupe, un autre H-21 plus tard dans la journée, et tous les H-21 et tous les UH-1, sauf un, subirent des dommages au combat. 
Les compagnies en réserve intervinrent, héliportées par des appareils UH-1 Huey (hélicoptère d'assaut pouvant transporter 6 hommes)[réf. nécessaire].
De plus, le FLN avait été informé du projet d'attaque par un espion au sein de l'état-major de l'armée sud-vietnamienne. Il eut ainsi tout le temps d'organiser ses défenses, composées de trous individuels, de digues cachant des mortiers et des mitrailleuses. Tapis dans les sous-bois, en lisière de la jungle, les combattants du FLN prirent en embuscade les soldats sortant des transports de troupes M113. De même, ils eurent le loisir de fortifier Ấp Bắc et surprirent les gardes civils (qui, on l'a vu, attaquèrent sans que les commandos héliportés aient pu faire diversion au nord). De plus, leurs positions camouflées n'ayant pas été repérées par la reconnaissance aérienne américaine, les forces du FLN avait été sous-estimées. En fait, elles comprenaient près de 500 hommes[réf. nécessaire], constituées par le 261e bataillon et une compagnie du 514e bataillon, venue en soutien.
Les combats durèrent toute la journée. À la tombée du jour, des parachutistes sud-vietnamiens furent envoyés à l'ouest, pour couper toute retraite (plan initialement dévolu à la compagnie mécanisée). Comble de l'ironie, les combattants du FLN purent fuir par l'est, à découvert, ce qui était prévu, mais à la faveur de la nuit, donc sans risques, car l'obscurité ne permettait pas de tirs précis d'artillerie.

## Bilan
Finalement, cette bataille fut un échec total pour les forces pro-américaines. L'armée sud-vietnamienne était mal organisée et la technologie militaire américaine ne parvint pas à battre un ennemi hautement motivé, camouflé et mobile. Cependant le général américain Paul D. Harkins déclara dans son rapport que cette bataille avait été une victoire, car une position ennemie avait été capturée.
« Yes, I consider it [the battle of Ấp Bắc] a victory. We took the objective ».
Il voulut ainsi mettre un terme à la controverse avec l'article du 7 janvier 1963 du New York Times qui présenta le déroulement du conflit comme mauvais car des Américains pouvaient y laisser la vie,.

### Sources et bibliographie
- (en) Niki, In the hell of Vietnam, LDVELH gratuit, 2004. http://homepage.mac.com/siyanlis/Xhoromag.htm. Sources de Niki : L'innocence perdue / Neil Sheehan.
- (en) David M. Toczek, The battle of Ấp Bắc, Vietnam, Greenwood Publishing Group, 2001,  (ISBN 0313316759).